# Nội nhân đôi nhiễm sắc thể

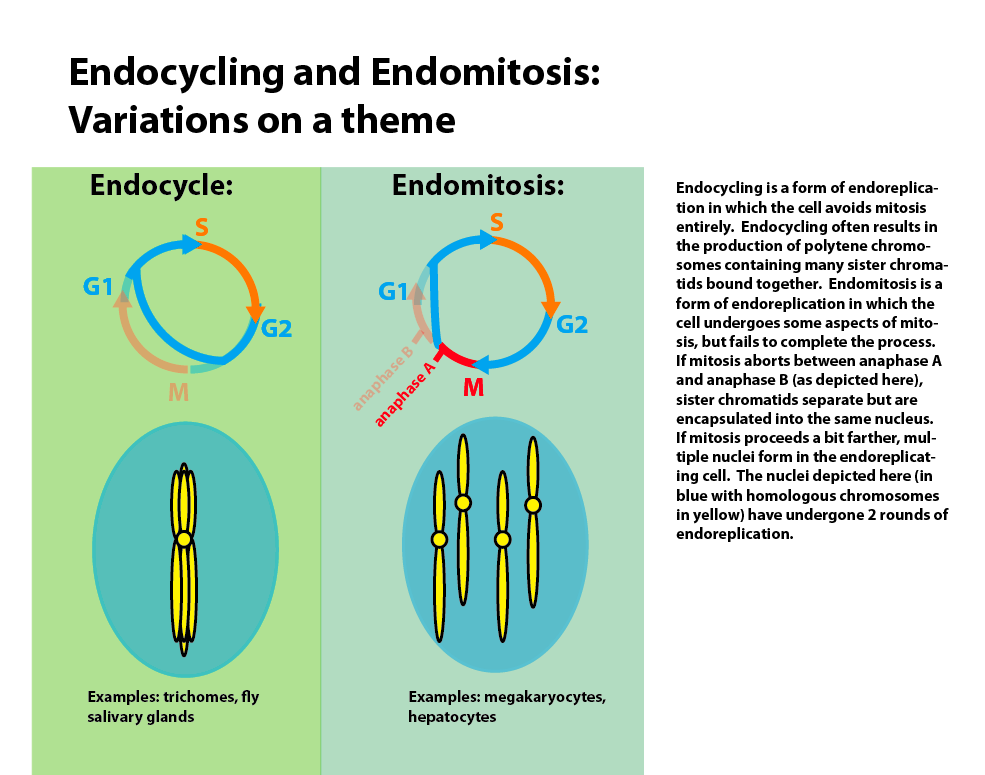
Nội chu kỳ (sơ đồ trái) và nội nguyên phân (phải).

Nội nhân đôi nhiễm sắc thể là hiện tượng nhiễm sắc thể đã nhân đôi nhưng lại không phân li về các tế bào con, hoặc các tế bào con không được sinh ra.
Thuật ngữ này dịch từ tiếng Anh là endoreplication dùng để chỉ sự nhân đôi của DNA ở nhiễm sắc thể của sinh vật nhân thực trong pha S của chu kỳ tế bào đã hoàn thành, nhưng sau đó nguyên phân không xảy ra hoặc tế bào không phân chia.
Vì nhiễm sắc thể mang phân tử DNA, nên khi nhiễm sắc thể nội nhân đôi (endoreplication chromosome) thì sẽ dẫn đến nội nhân đôi DNA (endoreplication DNA). Do đó, thuật ngữ "nội nhân đôi nhiễm sắc thể" hoặc "nội nhân đôi DNA" thường gọi chung nhau và cùng gọi tắt là nội nhân đôi.

## Tổng quan

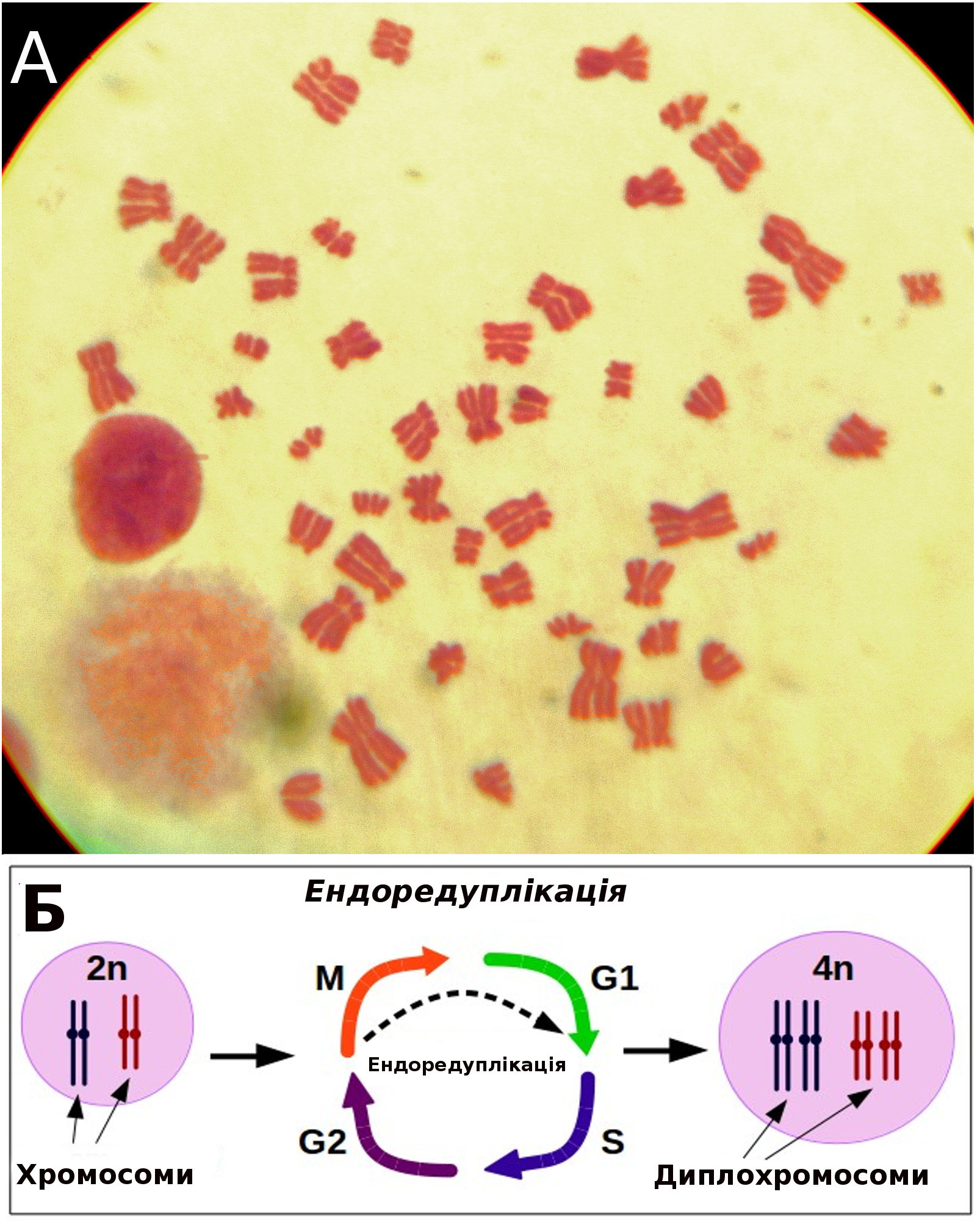
(A) Metaphase với 2n NST ở tế bào bạch cầu người. (Б) Sơ đồ hình thành bộ NST nội nhân đôi. (Tiêu bản nhuộm Giemsa, dưới kính hiển vi quang học x100 lần.

- Ở sinh vật nhân thực, một chu kỳ tế bào bình thường là một vòng đời của tế bào lưỡng bội (2n), gồm bốn giai đoạn (pha) theo thứ tự lần lượt là: G1 – S – G2 – M, trong đó:[4]

-   G1 (viết tắt từ "grow 1") là pha sinh trưởng 1 của tế bào;
-   S (viết tắt từ "synthesis") là pha sinh tổng hợp các chất, trong đó có tổng hợp DNA (hay nhân đôi DNA);
-   G2 (viết tắt từ "grow 2") là pha sinh trưởng tiếp theo của tế bào sau khi nhân đôi DNA và chuẩn bị cho tế bào "mẹ" chia thành hai tế bào "con";
-   M (viết tắt từ "mitosis") là pha nguyên phân, gồm bốn kì chính (kì đầu, kì giữa, kì sau và kì cuối).
Trong sinh học phổ thông, để cho đơn giản và dễ hiểu thì ba pha đầu (G1, S và G2) gọi chung là kỳ trung gian, còn pha sau (M) gọi là nguyên phân.
- Sau khi một tế bào nhân thực tiến hành phân bào xong, thì nhiễm sắc thể được nhân đôi một lần (và chỉ một lần mà thôi trong mỗi chu kỳ tế bào) rồi các nhiễm sắc thể phân li một lần. Kết quả là từ một tế bào "mẹ" có 2n nhiễm sắc thể sẽ sinh ra hai tế bào "con" cũng có 2n nhiễm sắc thể như của "mẹ" (xem trang Nguyên phân).
- Tuy nhiên, do có sự can thiệp của tác nhân nào đó mà các DNA ở nhiễm sắc thể của tế bào mẹ trong pha S đã nhân đôi rồi lại nhân đôi nữa, gây ra hiện tượng tái nhân đôi DNA ("DNA rereplication"). Trong hầu hết các mô này có phản ứng phá hủy DNA, từ đó làm tế bào chết rụng (apoptosis).[1]
- Cũng có trường hợp khác trên, đó là nguyên phân hoàn thành, các nhiễm sắc thể phân li, nhưng quá trình phân chia tế bào (cytokinesis) không xảy ra, nên kết quả là tế bào "mẹ" không sinh con mà lại có số nhiễm sắc thể tăng bội.[2] Kết quả có thể là tạo ra một quần thể tế bào có bộ nhiễm sắc thể gấp đôi với hàm lượng DNA tăng bội gọi là mô nội đa bội" (endopolyploidy).[6]
- Ngoài ra, cũng còn có một số trường hợp khác nữa, ít gặp nên không đề cập.

Nội nhân đôi không phải bao giờ cũng do đột biến gây ra và không phải bao giờ cũng có hại (xem mục dưới đây).

## Nội nhân đôi tự nhiên
Nội nhân đôi đã được quan sát và nghiên cứu ở nhiều loài thực vật, động vật và cả ở người, nhất là ở các loài sinh vật mô hình. Nội nhân đôi có thể dẫn đến quá trình nội nguyên phân (endomitosis) hoặc quá trình đa sợi hoá (polytenization) có ít nhiều khác nhau. Trong nội nguyên phân, một tế bào có thể có một nhân đa bội, khi tế bào hoàn toàn bỏ qua pha M. Còn đa sợi hoá phát sinh ra nhiễm sắc thể đa sợi.
| Sinh vật  | Kiểu tế bào                       | Chức năng sinh học                     | Nguồn  |
| --------- | --------------------------------- | -------------------------------------- | ------ |
| Ruồi      | ấu trùng, tuyến nước bọt.         | tiết, phát triển phôi                  | [ 8 ]  |
| Ruồi      | buồng trứng, tế bào nuôi          | nuôi dưỡng và bảo vệ tế bào trứng      | [ 9 ]  |
| Gậm nhấm  | tế bào sinh xương (megakaryocyte) | hình thành tiểu cầu                    | [ 10 ] |
| Gậm nhấm  | tế bào hepatocyte                 | tái sinh                               | [ 11 ] |
| Gậm nhấm  | trophoblast giant cell            | placental development, nuôi dưỡng phôi | [ 12 ] |
| Thực vật  | trichome                          | chống động vật ăn cỏ, cân bằng nội môi | [ 13 ] |
| Thực vật  | biểu bì lá                        | kích thước, cấu trúc lá                | [ 14 ] |
| Thực vật  | nội nhũ                           | nuôi dưỡng phôi                        | [ 15 ] |
| Giun tròn | hypodermis                        | tiết, kích thước cơ thể                | [ 16 ] |
| Giun tròn | ống tiêu hoá                      |                                        | [ 17 ] |

## Cơ chế

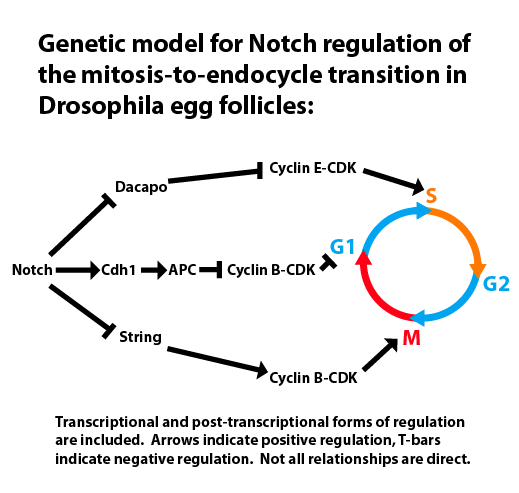
Nội chu kỳ theo con đường tín hiệu Notch.

Nội nhân đôi phát sinh do nhiều cơ chế khác nhau, dẫn đến nhiều kiểu khác nhau. Các kết quả nghiên cứu tốt nhất hiện nay về cơ chế quá trình chuyển đổi từ nguyên phân bình thường thành nội nhân đôi chủ yếu là từ các kết quả nghiên cứu về cơ chế này ở các tế bào nang ruồi giấm (Drosophila) theo con đường kích hoạt bằng tín hiệu Notch (Notch signaling). Cơ chế này lại có liên quan đến hoạt động của kinaza phụ thuộc cyclin (cyclin-dependent kinase, viết tắt là CDK) là họ enzym kinase điều hoà chu kỳ tế bào. Còn sự ức chế hoạt động CDK ở pha M lại được thực hiện thông qua kích hoạt phiên mã Cdh / fzr và ức chế chuỗi điều hoà G2-M/ CDC25. Trong đó, Cdh / fzr có chức năng kích hoạt phức hợp thúc đẩy kỳ sau (anaphase promoting complex, viết tắt là APC) và phân giải các prôtêin tiếp theo của các cyclin nguyên phân. Việc mất kiểm soát phân bào theo cơ chế này đã dẫn đến một hiện tượng được nhân đôi vô tổ chức phổ biến trong các tế bào ung thư. Trong nghiên cứu trên Drosophila, các nhà khoa học đã thấy rằng quá trình này có thể làm hỏng DNA, kích hoạt caspase và gây chết rụng tế bào.